# Jakow Alexandrowitsch Protasanow

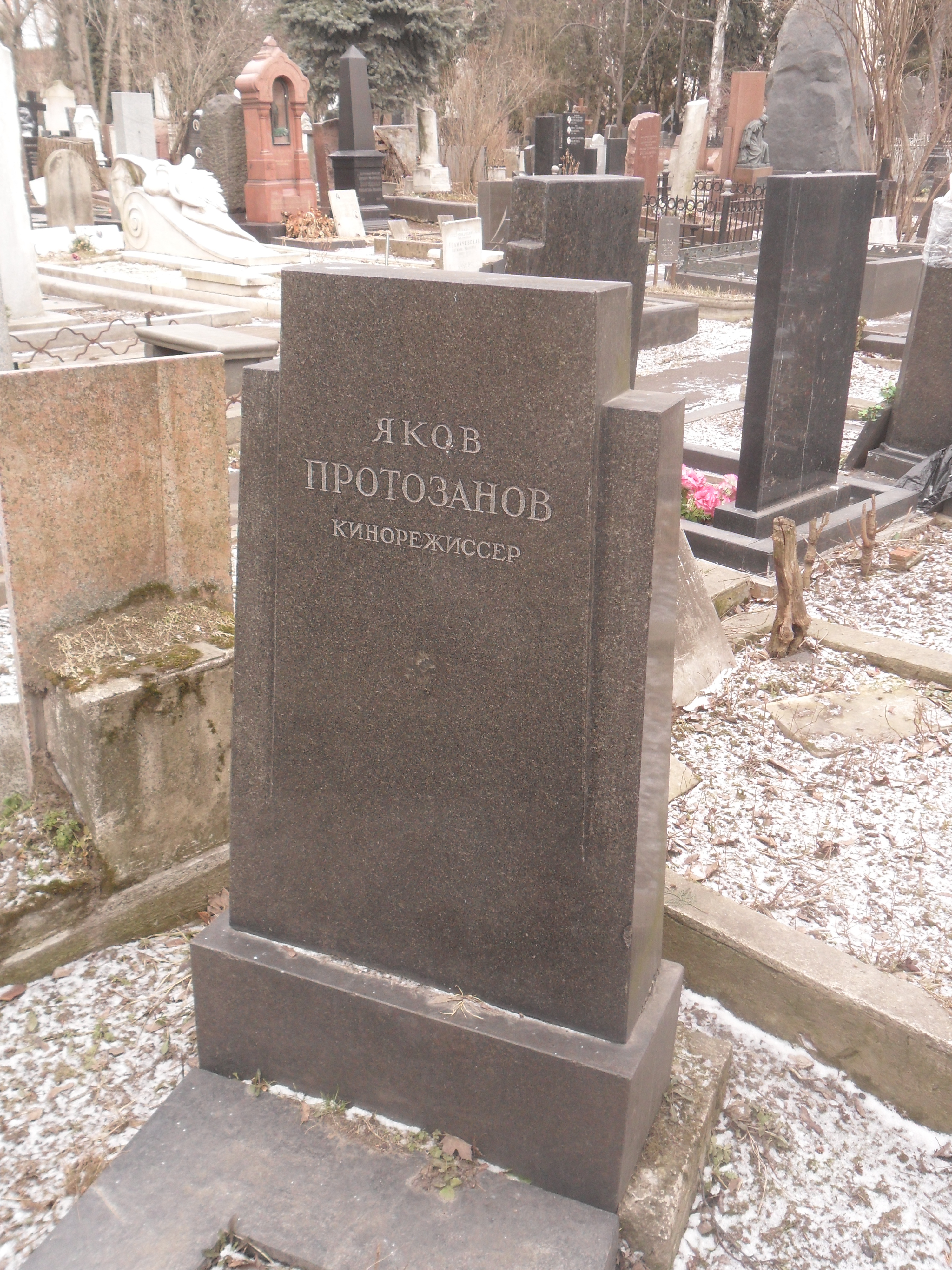
Protasanows Grabstein auf dem Moskauer Nowodewitschi-Friedhof

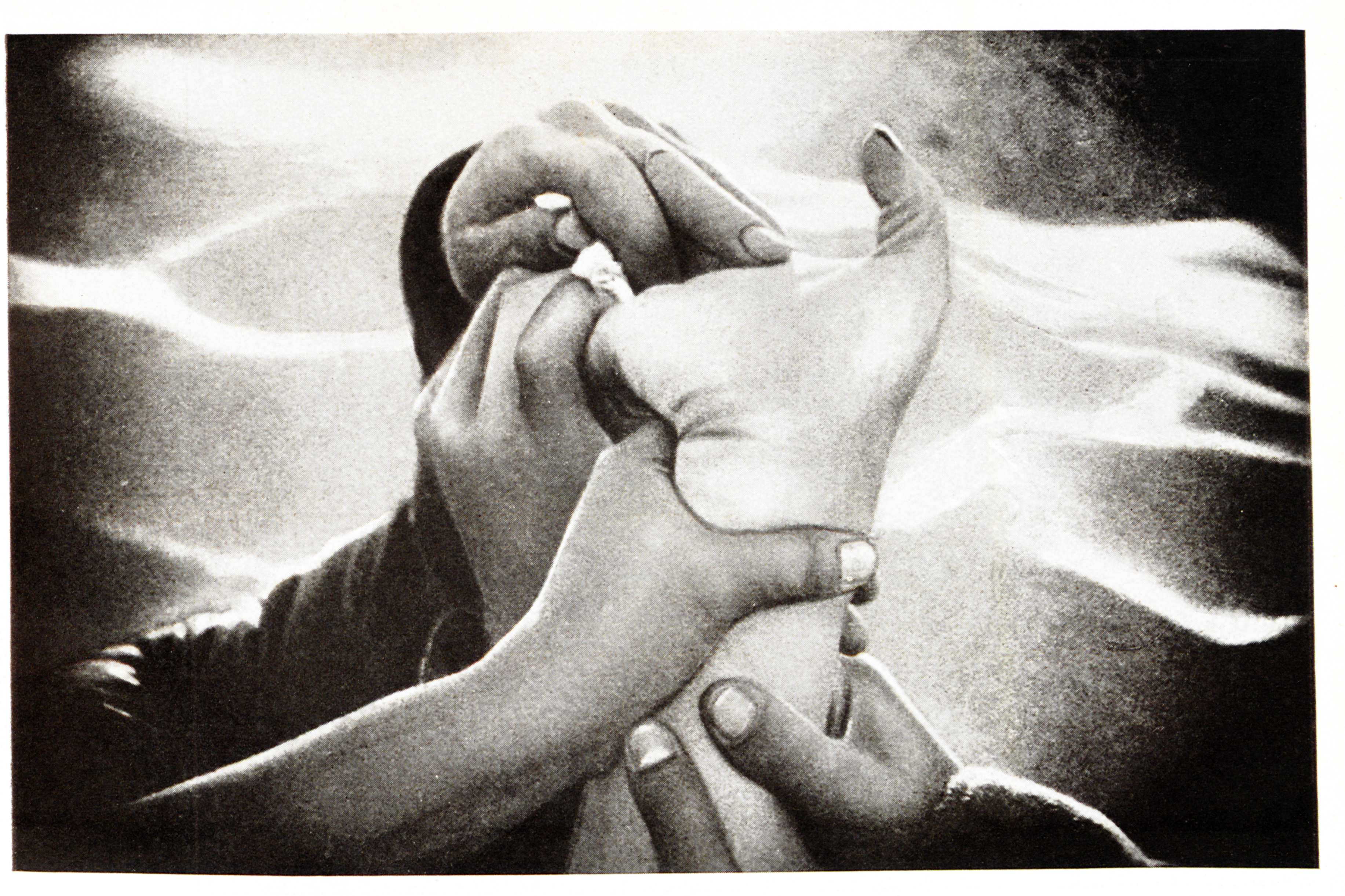
Der Einundvierzigste (1927)

Jakow Alexandrowitsch Protasanow (russisch Яков Александрович Протазанов, wiss. Transliteration Jakov Aleksandrovič Protazanov; * 23. Januarjul. / 4. Februar 1881greg. in Moskau; † 9. August 1945 ebenda) war ein russisch-sowjetischer Filmregisseur.

## Leben
Jakow Protasanow gehörte zu den Pionieren des russischen Kinos. Er begann 1909 Regie zu führen. Mit seinen Meisterwerken Pique Dame (1916) und Pater Sergius (1917), letzterer gemeinsam mit Alexander Wolkow inszeniert, wurde er einem internationalen Publikum bekannt. Er gilt als Entdecker des Schauspielers Iwan Mosschuchin, mit dem er zahlreiche Filme produzierte.
Im Jahr 1918 emigrierte Protasanow zunächst nach Frankreich, kehrte jedoch vier Jahre später in die Sowjetunion zurück. Ab 1924 arbeitete er neben Wsewolod Pudowkin für die neu gegründete Meschrabpom-Rus-Filmgesellschaft. Sein Science-Fiction-Film Aelita (1924) ist einer der wenigen seiner Gattung im frühen sowjetischen Film. Er besticht durch sein futuristisches Design.
Jakow Protasanow drehte insgesamt über 70 Filme.

## Filme (Regie)
- 1915: Nikolai Stawrogin
- 1916: Pique Dame
- 1917: Pater Sergius
- 1917: Der lustige Satan
- 1922: Le sens de la mort
- 1922: Der Liebe Pilgerfahrt
- 1924: Aelita – Der Flug zum Mars
- 1925: Der Schneider von Torshok
- 1926: Der Dreimillionenprozeß
- 1927: Don Diego und Pelageja
- 1927: Der Kellner aus dem Palasthotel (Tschelowek is restorana)
- 1930: Das Fest des heiligen Jürgen
- 1934: Marionetten
- 1936: Das Mädchen ohne Mitgift
- 1943: Nasreddin in Buchara (Nasreddin w Buchare)